# Na stráni (Svitavská pahorkatina)
Na stráni (586 m n. m.) je vrch v okrese Svitavy v Pardubickém kraji. Leží asi 1 km zjz. od obce Javorník, vrcholem na jejím katastrálním území, svahy na území několika okolních obcí.

## Geomorfologické zařazení
Geomorfologicky vrch náleží do celku Svitavská pahorkatina, podcelku Českotřebovská vrchovina, okrsku Kozlovský hřbet a podokrsku Mikulečský hřbet, jehož je to nejvyšší bod.